# Jan VIII (patriarcha Jerozolimy)
Jan VIII – prawosławny patriarcha Jerozolimy w XII w. (w okresie po 1106 r. – przed 1156 r.).